# Voo Singapore Airlines 368
Voo Singapore Airlines 368 foi a identificação da rota aérea de passageiros internacional entre o Aeroporto Changi de Singapura e Aeroporto de Milão-Malpensa, operado pela Singapore Airlines.  No dia 27 de junho de 2016, o Boeing 777-300ER da companhia retornou ao aeroporto de origem após a tripulação detectar uma fuga de óleo no motor. Após o pouso de emergência no Aeroporto Changi de Singapura, o motor afetado pegou fogo, danificando seriamente a asa do 777. Não houve feridos entre os 241 passageiros e tripulantes a bordo.

## Aeronave
A aeronave envolvida no incidente foi um Boeing 777-312ER, matricula 9V-SWB, número de série 33377. Quando o incidente ocorreu, a aeronave tinha nove anos de idade, tendo sido entregue à Singapore  Airlines em novembro de 2006.

## Incidente
O voo decolou às 2:05 SST no dia 27 de junho de 2016. Após duas horas de voo, o comandante detectou um vazamento de combustível no motor direito do 777. A tripulação decidiu então retornar ao Aeroporto Changi de Singapura, pousando em segurança em torno das 6:50 SST À medida em que a aeronave foi diminuindo a velocidade na pista, uma faísca foi vista e o motor direito entrou em chamas. Um porta-voz da Autoridade de Aviação Civil de Singapura (CAAS) informou que a equipe de emergência do terminal extinguiu o incêndio em cinco minutos. Não houve feridos, mas a aeronave sofreu sérios danos causados pelo fogo na asa direita.

## Investigação
A Air Accident Investigation Bureau of Singapore (AAIB) é responsável pela investigação de acidentes aéreos na Singapura, na qual abriu uma investigação sobre o acidente.